# Bezděz
Bezděz – gmina w Czechach, w powiecie Česká Lípa, w kraju libereckim. 1 stycznia 2014 liczyła 303 mieszkańców.